# Accident (1967)
Accident is een Britse dramafilm uit 1967 onder regie van Joseph Losey. Het scenario is gebaseerd op de gelijknamige roman uit 1965 van de Britse auteur Nicholas Mosley.

## Verhaal
De getrouwde hoogleraar Stephen voelt zich aangetrokken tot zijn Oostenrijkse studente Anna. Ze is verloofd met William, die zelf ook college loopt bij Stephen. De twee studenten raken betrokken bij een auto-ongeluk vlak bij de woning van Stephen. William komt daarbij om het leven en Anna verkeert in shock. Ze komt op krachten bij haar professor.

## Rolverdeling
| Acteur             | Personage |
| ------------------ | --------- |
| Dirk Bogarde       | Stephen   |
| Jacqueline Sassard | Anna      |
| Michael York       | William   |
| Stanley Baker      | Charley   |
| Vivien Merchant    | Rosalind  |
| Delphine Seyrig    | Francesca |
| Alexander Knox     | Rector    |